# Suzhousaurus
A Suzhousaurus  a növényevő therizinosaurida theropoda dinoszauruszok egyik neme, mely a kora krétában élt, a mai Kína területén. 2007-ben írták le az állatot először. A genusnév Suzhou-ból Jiuquan városának régi nevéből ered. E város közelében bukkantak az első maradványokra, míg a megatherioides fajnév az óriás földi lajhárra, a Megatheriummal való hasonlóságára utal.

## Felfedezése
FRDC-GSJB-99 sorszámú holotípus egy részleges csontváz volt. Az állat koponyája hiányzott, ellenben a jobb felkarral, a jobb lapockával. Megvolt tíz háti csigolya, a bordák, részlegesen a csípő és a szeméremcsont. 2008-ban egy újabb hiányos csontvázat találtak, amit három háticsigolya, öt keresztcsonti csigolya, az első hat farokcsigolyát, a medence bal oldalát és két combcsontot.

## Leírás
A Suzhousaurus lehetett az egyik legnagyobb kora krétai therizinosaurida dinoszaurusz. Gregory S. Paul 2010-es becslése szerint az állat hossza elérhette a 6 métert, míg a súlya meghaladhatta az 1,3 tonnát.

## Ősbiológia
A többi rokonához hasonlóan növényevő lehetett. Megnőtt, mellső karmaival húzta a szájához a fák ágait. Ugyanezekkel védhette meg magát a ragadozóktól is.